# Biologie en Medisch Laboratoriumonderzoek
Biologie en Medisch Laboratoriumonderzoek (BML) is een Nederlandse opleiding tot diagnostisch analist of medisch analist in het hbo. Deze studie wordt ook wel gecategoriseerd onder het Hoger Laboratorium Onderwijs (HLO), hoewel van HLO tegenwoordig geen sprake meer is.

## De opleiding
De opleiding kent in Nederland twee opleidingsvarianten: Medische Diagnostiek en Biologische en Medische Research. Soms wordt ook een derde onderscheiden: Biotechnologie (zie onder).
De eerste twee jaar van de studie zijn gezamenlijk, met algemene vakken zoals biologie, microbiologie, chemie en genetica in het eerste jaar, en kennisverdieping met vakken als immunologie, moleculaire biologie, analysetechnieken, klinische chemie, hematologie, biochemie, medische microbiologie en pathofysiologie in het tweede jaar.
Practica hebben hoge prioriteit binnen de opleiding – men moet bepalingen en analyses kunnen uitvoeren. Tijdens de eerste twee jaar is er naast colleges en practica ook een projectonderzoek dat met medestudenten wordt uitgevoerd.
Na het tweede jaar maakt de student een keuze voor een van de twee richtingen. Het derde en vierde jaar kunnen zelf ingevuld worden met een stage, minor (verdiepingsvakken), een onderzoeksgroep (onderzoek met medestudenten) en een afstudeerstage. Het derde jaar heeft een stage van 100 dagen.
De Bachelor-opleiding duurt in principe vier jaar, maar dat kan, als men een vwo-diploma heeft, in sommige gevallen worden verkort tot drie jaar.
In beide afstudeerrichtingen studeert men af als Bachelor of Applied Science (BASc), oftewel ingenieur (ing.).
Een overstap naar een universiteit wordt door de diversiteit van de opleiding goed mogelijk gemaakt. De drempel van overstap is verlaagd voor bijvoorbeeld de masters van microbiologie, moleculaire biologie en biotechnologie.

### StudievariantMedische Diagnostiek
Deze studierichtingen leveren diagnostisch laboranten, meestal op HBO-niveau. In de afgelopen jaren is er een trend te zien, waarin steeds meer moderne moleculaire technieken zoals nieuwe vormen van sequencing toegepast worden in de medische diagnostiek. Op dit moment, 2013, is er ten opzichte van andere specialisaties, zoals biotechnologie en (biomedisch) onderzoek, op HBO-niveau een relatief overschot aan diagnostisch personeel. 

### StudievariantBiologische en Medische Research
Deze studierichtingen leiden op tot onderzoekers op HBO-niveau, die hun werkveld vinden in de academische ziekenhuizen, of in onderzoeksinstituten gelieerd aan universiteiten of andere onderzoeksinstellingen. Deze opleidingsvariant kan leiden naar een baan als research-analist bij de grotere onderzoekscentra zoals TNO, Sanquin, Erasmus Medisch Centrum en AMC, waarbij onderzoek wordt gedaan naar het ontstaan van ziekten, het zoeken naar nieuwe medicatie voor ziekten of nieuwe behandelmethoden. In vergelijking met de studievariant Medische Diagnostiek ligt de nadruk meer op het correct uitvoeren van onderzoek en de interpretatie van onderzoeksgegevens. 

### StudievariantBiotechnologie
Niet bij iedere hogeschool valt Biotechnologie onder Biomedisch Laboratoriumonderzoek.
Deze studierichtingen leiden op tot onderzoekers op HBO-niveau, die hun werkveld vooral hebben in de industrie, in academische ziekenhuizen, of in onderzoeksinstituten gelieerd aan universiteiten of andere onderzoeksinstellingen. Een verschil met de studievariant Medische Research is dat het doel industriële productie kan zijn, en dat recombinant-DNA-technieken worden gebruikt (maar dat gebeurt ook vaak in de medische hoek).
Statistiek vormt een belangrijke basis voor alle opleidingen. Bij alle studievarianten wordt een onderzoek uitgevoerd in een ziekenhuisinstelling of bedrijf.

## België
In Vlaanderen studeert men af als Bachelor in de biomedische laboratoriumtechnologie. Men doet (bio)chemisch of medisch onderzoek en verricht analyses in laboratoria van medische universiteiten, ziekenhuizen of farmaceutische bedrijven. 